# Noc Jurije Gagarina
Noc Jurije Gagarina (anglicky Yuri's Night, také World’s Space party, rusky Юрьева ночь) je mezinárodní oslava, slavená 12. dubna ve výroční den prvního kosmického letu člověka – letu Jurije Gagarina. Cíl akce je popularizace kosmonautiky a kosmických letů a výzkumů.
Noc Jurije Gagarina se poprvé slavila ve Spojených státech v roce 2001, ke 40. výročí Gagarinova letu.
„Noc“ se rychle rozšířila do celého světa, roku 2004 se uskutečnilo 75 akcí v 34 zemích. V dalších letech se zúčastnili i někteří kosmonauti – Richard Garriott a Saližan Šaripov. Roku 2011 proběhlo 427 setkání v 70 zemích světa, poprvé i v České republice. Akci z oběžné dráhy Země pozdravila posádka (Expedice 27) Mezinárodní vesmírné stanice..